# الضعين

الضعين/ خريطة السودان

الضعين، أو بالاتينية(عدة طرق هجائية)[
Ed Daein,Ed Da`ein, El Daein, El Da‘ein, Ad Du‘ayn, Ad Da`en, Ad Daen, Ad-Du'ain, Al Deain] هي عاصمة ولاية شرق دارفور، وتقع على ارتفاع 449 متر ( 1476 قدم ) فوق سطح البحر، وتبعد حوالي 831 كيلومتر (516.3 ميل) عن العاصمة الخرطوم، ويبلغ عدد سكانها حوالي ثلاثمائة ألف نسمة. وهي عاصمة ولاية شرق دارفور، وتتميز بوقوعها في ملـتقى طرق بين ولايات دار فور بغرب السودان والعاصمة الخرطوم، وبينها وبين ولايات كردفان في وسط السودان. وتعرف لدى أهلها بلقب «الحديبة ظهر الثور».

## سبب التسمية

الضعين، شرق دارفور، جنوب غرب السودان - 1961.

الظعين (الضعين باللهجة السودانية ) لغة هو الرحل عند البدو متمثلاً بالخيام وبيوت الشعر، والظعن هو أيضاً الترحال.
تبدأ قصة تسمية الضعين بهذا الاسم عندما قرر زعيم قبيلة الرزيقات ، التي ينسب إليها إنشاء المدينة، ويسمى الشيخ برشم بن عبد الحميد بن ضوء البيت (جد الشيخ مادبو) تحديد مكان يستقر فيه أفراد القبيلة ويظعنون، ولذلك سمي مكان ظعنهم بالظعين أو الضعين، وطلب من شيوخ القبيلة أن يجتمعوا لتحديد الأرض المناسبة لحط الرحال ووقع الاختيار على مكان ضعنهم (استقرارهم) الذي سمي بالضعين.

## طوبغرافيا المدينة

الضعين ، شرق دارفور، جنوب غرب السودان - 23-12-1961.

شجرة باوباب الضاين)، شرق دارفور، جنوب غرب السودان - 23-12-1961.

تقع المدينة في منطقة السافنا الغنية وتتكون تضاريسها من أراض رملية ناعمة في الشمال تنمو عليها أشجار الهشاب والحبوب، وأراضي طينية في الجنوب وتكثر فيها أشجار الطلح والسنط والعرديب.

## المناخ
يسود المدينة مناخ مناطق السافنا، وتكثر فيها الأمطار إذ يتراوح متوسط هطول الأمطار بين 500- 700 مليمتر.

## التاريخ

طلاب هولنديون في شاحنة DAF - على الطريق من الضعين، شرق دارفور، السودان، إلى نيالا، جنوب دارفور، السودان - 23-12-1961.

أسس المدينة برشم (حسكنيت) بن عبد الحميد  
واستقرت فيها قبيلة الرزيقات التي ينتمي إليها مادبو بن علي بن برشم في القرنين الثامن عشر والتاسع عشر الميلاديين. وشهد تاريخ المدينة صدامات بينها وبين حكام وقبائل المناطق المجاورة كقبيلة الفور في غرب السودان والدينكا في جنوب السودان، حيث قاد السلطان تيراب حملة فاشلة عليهم في 1752 - 1787 م.
وكانت آخر معارك سلاطين الفور ضد الرزيقات هي حملة علي دينار في عام 1915.
انضم الرزيقات إلى الثورة المهدية بالسودان وبايعوا المهدي في جبل قدير سنة 1882 م وشارك زعيمهم مادبو في معركة الشلالي التي قادها المهدي ضد جنود الحكم التركي المصري بالمنطقة.
قام المهدي بتعيين مادبو أميراً للمهدية في دارفور، حيث حارب مادبو حاكم إقليم دارفور سلاطين باشا وهزمه في معركة أم ورقات.
قتل مادبو عندما اختلف مع حمدان أبو عنجة ورفض سياسة تهجير قبائل دارفور إلى مدينة أم درمان .
ومن أحداث الضعين التاريخية البارزة الزيارة التي قام بها إلى المدينة الرئيس المصري السابق جمال عبد الناصر في عام 1960 م، إبان عهد الرئيس السوداني إبراهيم عبود.
في عام 1987 شهدت المدينة أحداثاً إثنية دامية على خلفية الحرب الأهلية السودانية الثانية.

## الموقع
ويجاور الضعين البلدات والقرى التالية:
| البلدة    | المسافة من الضعين بالكيلومتر | الإتجاه  |
| --------- | ---------------------------- | -------- |
| كورينا    | 8                            | جنوب شرق |
| أم ورقات  | 9                            | شمال     |
| أبو شطة   | 13                           | غرب      |
| طرفة      | 17                           | جنوب غرب |
| أبوطابونة | 20                           | جنوب     |

## الإقتصاد

### الزراعة وتربية الحيوان
تشمل المنتجات الزراعية بالمدينة الدخن والذرة والفول السوداني والسمسم والكركدي والبطيخ، والصمغ العربي، وتضم الثروة الحيوانية الأبقار والضأن والجمال. ويعتبر سوق المواشي بالضعين واحد من أكبر أسواق الماشية في السودان.
وهناك مشاريع زراعية بعضها في حاجة إلى تأهيل أبرزها مشاريع أم عجاجة وغزالة جاوزت

### الصناعة
توجد بالمدينة معاصر للزيوت النباتية، وقشارات للفول السوداني، إلى جانب صناعة الصابون والمشروبات الغازية

### الخدمات المالية والمصرفية
- بنك الخرطوم فرع الضعين
- بنك التضامن الإسلامي
- بنك الثروة الحيوانية
- بنك التنمية التعاوني فرع الضعين.
- بنك تنمية الصادرات
- بنك النيلين للتنمية الصناعية
- البنك الزراعي فرع الضعين
- بنك السودان

.مصرف الادخار 
.بنك النيل الأزرق المشرق

### النقل
ترتبط المدينة بما جاورها من مدن وبلدات بطرق برية ممهدة، ويوجد بها خط السكة حديد القادم من جهة الشرق وينتهي في مدينة نيالا التي تبعد عن الضعين حوالي 180 كليومتر غرباً.
يوجد بالمدينة مطار هو مطار الضعين ويقع على بعد 3 كيلو متر غرب المدينة على ارتفاع 158 قدم. ويتكون مدرجه من خرسانة ترابية، وطوله 2500 متر وعرضه 45 متر بإتجاه 35 – 17. ويقدم المطار خدمات الدفاع المدني والأمن والإرصاد الجوي، والأجهزة الملاحية والمساعدات الأرضية (VOR – NDB - VHF ) ورمزه الدولي هوcat 4 HSDZ. وتوجد بالمطار صالة واحدة تستخدم للوصول والمغادرة وغرفة للسلامة الجوية

### التعليم
توجد بالمدينة حوالي 18 مدرسة ثانوية و 70 مدرسة اساس حكومية وخاصة.
ويتمثل التعليم العالي في فرع لجامعة أم درمان الإسلامية يضم كليتي التربية والإدارة 

## معالم المدينة
- مستشفى الضعين
- استاد الضعين الرياضي
- إذاعة الضعين
- هيئة الماء والكهرباء

منتزه أم الداير العائلي

## التركيبة السكانية
تتوسط الضعين منطقة دار الرزيقات، وتقطنها إلى جانب قبيلة الرزيقات عددا من الجماعات الإثنية الأخرى المنتمية إلى قبائل من مختلف مناطق السودان. 

جدول يبين النمو السكاني خلال العقود الماضية
| عدد السكان | السنة             |
| ---------- | ----------------- |
| 1979       | 18.457            |
| 1983       | 21.666            |
| 1993       | 73.335            |
| 2009       | 225.503 (تقديرات) |

## الإدارة
الضعين محلية من محليات ولاية شرق دارفور ، وتضم إدارتي:
1. عسلاية
2. بحر العرب